# Andrena cheni
Andrena cheni là một loài Hymenoptera trong họ Andrenidae. Loài này được Dubitzky mô tả khoa học năm 2006.